# Cephalozia aeraria
Cephalozia aeraria là một loài rêu trong họ Cephaloziaceae. Loài này được Pearson ex Spruce mô tả khoa học đầu tiên năm 1882.